# Іньясіо Ачукарро
Іньясіо Ачукарро (ісп. Ignacio Achucarro, 31 липня 1936, Асунсьйон — 14 серпня 2021) — парагвайський футболіст, що грав на позиції захисника, зокрема за іспанську «Севілью» і національну збірну Парагваю.

## Клубна кар'єра
У дорослому футболі дебютував 1956 року виступами за команду «Олімпія» (Асунсьйон), в якій провів два сезони.
Своєю грою за цю команду привернув увагу представників тренерського штабу італійської «Севільї», до складу якої приєднався 1958 року. Відіграв за команду із Севільї десять сезонів своєї ігрової кар'єри, протягом яких взяв участь у 240 матчах іспанської футбольної першості.
Завершив ігрову кар'єру 1970 року у рідній «Олімпії» (Асунсьйон), до якої повернувся роком раніше.

## Виступи за збірну
1956 року дебютував в офіційних матчах у складі національної збірної Парагваю. Протягом кар'єри у національній команді, яка тривала 3 роки, провів у її формі 16 матчів.
У складі збірної був учасником чемпіонату світу 1958 року у Швеції, де взяв участь в усіх трьох матчах групового етапу, який парагвайці не змогли подолати попри здобути перемогу і нічию.